# 陳豫鐘
陳 豫鍾（ちん よしょう、1762年 - 1806年）は、中国清朝中期の篆刻家・書家・画家である。西泠後四家に加えられる。
字は浚儀、号は秋堂、室号は求是斎。杭州府銭塘県の人。

## 略伝
詩・書・画・篆刻に巧みであった。金石文字に精通していたので大篆・小篆ともに古来の書法に則っている。篆刻は丁敬を宗とし、その師法を忠実に守った。印款は緻密な細字を用いて秀でた。当時、陳鴻寿と「二陳」と称揚された。

## 著書
- 『明画姓氏韻編』
- 『求是斎集』
- 『求是斎印譜』